# Thủy thủ Mặt Trăng Pha lê
Thủy thủ Mặt Trăng Pha lê (美少女戦士セーラームーンCrystal Bishōjo Senshi Sērā Mūn Kurisutaru) là một bộ phim anime được sản xuất bởi Toei Animation và đạo diễn bởi Munehisa Sakai, tổ chức kỉ niệm lần thứ 20 cho shōjo manga Sailor Moon. Được làm lại loạt phim 1992–97 của Toei trước đó nhưng lần này, kịch bản các mùa phim sẽ bám sát theo truyện tranh manga và thời lượng tập phim được ngắn gọn hơn, chỉ có 26 tập.
Phần âm nhạc của Thủy thủ Mặt Trăng Pha lê được thực hiện bởi Takanashi Yasuharu. Loạt phim này sử dụng 2 bài hát chủ đề: một bài mở và một bài kết. Bài hát mở đầu có tên là "Moon Pride" và bài hát kết thúc có tên là "Gekkō" (月虹 lit. "Moon Rainbow") cả hai đều trình bày bởi Momoiro Clover Z.. Phim lúc đầu dự định sẽ chiếu vào tháng 5 nhưng do một số vấn đề về lịch trình nên đã chuyển sang tháng 7.
Thủy thủ Mặt Trăng Pha lê sẽ bao gồm 2 chương đầu tiên là Beryl/Dark Kingdom (Vương quốc Bóng Đêm) và Black Moon Arc (Gia tộc Mặt Trăng Đen), bao gồm 26 tập phim, thời lượng mỗi tập 20-30 phút và phát trực tuyến trên kênh truyền hình Tokyo MX, Niconico, có phụ đề cho 10 ngôn ngữ quốc tế, có bao gồm phiên bản tiếng Anh.
Diễn viên lồng tiếng bao gồm:
- Kotono Mitsuishi (Usagi/Thủy thủ Mặt Trăng) (tiếng Nhật) Trần Nguyễn Linh Phương (tiếng Việt, HTV3)
- Hisako Kanemoto (Ami Mizuno/Thủy thủ Sao Thủy) (tiếng Nhật) Nguyễn Thị Huyền Trang (tiếng Việt, HTV3)
- Rina Satou (Rei Hino/Thủy thủ Sao Hỏa)  (tiếng Nhật) Võ Ngọc Quyên (tiếng Việt, HTV3)
- Ami Koshimizu (Makoto Kino/Thủy thủ Sao Mộc)  (tiếng Nhật) Nguyễn Thụy Thùy Tiên (tiếng Việt, HTV3)
- Shizuka Itou (Minako Aino/Thủy thủ Sao Kim). (tiếng Nhật) Lưu Ái Phương (tiếng Việt, HTV3)

Tháng 4 năm 2016, Toei Animation tiếp tục phát hành chương 3, Death Busters Arc (Ngôi sao Tử thần), phim được phát hành trên Neon Alley và Hulu.
Vào ngày 25 tháng 1 năm 2017, Toei đăng thông báo lên trang chủ kỷ niệm 25 năm ngày ra mắt của Sailor Moon.
Cả ba chương của bộ phim trên đã được cấp phép bản quyền cho HTV3 dưới tựa đề tiếng Việt chính thức là "Thủy thủ Mặt Trăng Pha lê", bộ phim phát sóng từ ngày 13 tháng 4 năm 2017.
Ngoại hình của các nhân vật cũng đều đã được vẽ lại cho hợp thời đại. Ngoài ra, còn có một số chiến binh thủy thủ chưa xuất hiện trong bộ phim.
Phần 4 của bộ phim sẽ được chuyển thể thành 2 phim điện ảnh, mang tên Thủy thủ Mặt Trăng Vĩnh hằng (劇場版「美少女戦士セーラームーンEternal」 Gekijōban Bishōjo Senshi Sērā Mūn Etāneru) dự kiến sẽ ra mắt phần 1 vào ngày 8 tháng 1 năm 2021 (ban đầu là ngày 11 tháng 9 năm 2020, nhưng bị hoãn do đại dịch Covid-19 tại Nhật Bản). Phần 2 sẽ ra mắt vào ngày 11 tháng 2 năm 2021.